# Bewogen Beelden
Bewogen beelden is een Nederlandse hoorspel dat gaat over de fanatieke communistenjacht in de Verenigde Staten van 1950 tot 1952 en over de trouw van de communisten jegens elkaar en hun idealen.

## Rolverdeling
- Kees Broos (de journalist)
- Gerrie Mantel (de verpleegster)
- Hans Veerman (Charlie M. Scott)
- Paul van der Lek (Alan Fergus)
- Paula Majoor (Debbie Polk)
- Paul van Gorcum (Eddy Polk)
- Frans Kokshoorn (Bob Lomax)
- Huib Orizand (voorzitter)

## Verhaal
Een jonge journalist die een interview afneemt bij de bejaarde filmacteur Charles Malcolm Scott, komt plotseling terecht in een verhaal waarin de Mccarthyisme periode zich afspeelde. Scott vertelt daarin dat hij voor de senaatscommissie moest verschijnen wegens communistische sympathieën. Hij wist niet wat hij moest doen, meewerken of zijn mond houden.
Hij kwam erachter dat zijn oude kameraden bij de Communistische Partij allemaal verraders zijn. Dit zorgde ervoor dat de acteur steeds cynischer werd over de wereld. Hij kon zichzelf redden door de naam van een ander te noemen. Maar heeft hij dat ook gedaan?